# Бамбуров Сергій Никонорович
Сергі́й Никоно́рович Бамбу́ров (нар. 1914 — пом. 1945) — радянський військовик, учасник битви на озері Хасан і німецько-радянської війни, підполковник. Герой Радянського Союзу (1938).

## Життєпис
Народився 10 (23) вересня 1914 року в селі Осокіному, нині — село Октябрське Сєвєрного району Оренбурзької області Росії, в селянській родині. Росіянин. Здобув неповну середню освіту, працював автомеханіком у радгоспі.
До лав РСЧА призваний у 1936 році. Особливо політрук роти 65-го стрілецького полку 32-ї стрілецької дивізії (1-ша Приморська армія, Далекосхідний фронт) молодший політрук С. Н. Бамбуров відзначився в боях біля озера Хасан з 29 липня по 11 серпня 1938 року. У ніч на 7 серпня виявив групу супротивника, що потай підповзала до його позиції, і відкрив по ній вогонь. Розстрілявши всі набої, вступив з ворогом у рукопашну сутичку й, будучи пораненим, вирвався з оточення. Член ВКП(б) з 1938 року.
У 1941 році закінчив Військово-політичну академію імені В. І. Леніна.
Учасник німецько-радянської війни. До січня 1942 року — старший політрук, військовий комісар 1184-го стрілецького полку 355-ї стрілецької дивізії Калінінського фронту. 16 січня 1942 року був поранений. Після одужання брав участь у обороні Ленінграда в складі 256-ї Червонопрапорної стрілецької дивізії. У 1944 році майор С. Н. Бамбуров закінчив Вищі стрілецько-тактичні курси удосконалення офіцерського складу піхоти РСЧА імені Б. М. Шапошникова.
Перебував у резерві Військової ради 1-го Білоруського фронту на посаді командира стрілецького полку. 6 лютого 1945 року підполковник С. Н. Бамбуров був застрелений з-за рогу в місті Гнезно (Польща). Похований в братській могилі в парку 1-го Травня міста Берестя (Білорусь).

## Нагороди
Указом Президії Верховної Ради СРСР від 25 жовтня 1938 року «за зразкове виконання бойових завдань і геройство, виявлене при обороні району озера Хасан», молодшому політрукові Бамбурову Сергію Никоноровичу присвоєне звання Героя Радянського Союзу. Після встановлення знаку особливої відзнаки, отримав медаль «Золота Зірка» за № 82.
Був також нагороджений орденом Леніна (25.10.1938) і медаллю «За оборону Ленінграда».

## Пам'ять
Ім'ям Сергія Бамбурова названо залізничну станцію в Хасанському районі Приморського краю й вулицю в місті Бугуруслані Оренбурзької області.